# Dörfla (Gemeinde Sankt Martin)
Dörfla ist eine Ortschaft und eine Katastralgemeinde der Gemeinde Sankt Martin im Sulmtal im Bezirk Deutschlandsberg in Steiermark. Die Ortschaft zählt 360 Einwohner (1. Jänner 2024).

## Geographie
Am 1. April 2020 umfasste die Ortschaft 108 Adressen, während die Katastralgemeinde 112 Adressen aufwies.

## Geschichte
In Folge der Theresianischen Reformen wurde der Ort dem Marburger Kreis unterstellt und nach dem Umbruch 1848 war er bis 1867 dem Amtsbezirk Deutschlandsberg zugeteilt. Laut Adressbuch von Österreich waren im Jahr 1938 in Dörfla ein Arzt, ein Verkehrsunternehmer, ein Bäcker, ein Binder, ein Fleischer, zwei Gastwirte, drei Gemischtwarenhändler, eine Hebamme, ein Schlosser, ein Schmied, ein Schuster, ein Tischler, zwei Wagner, ein Landwirt sowie die Gutsverwaltung Welsberg ansässig.

## Siedlungsentwicklung
Zum Jahreswechsel 1979/1980 befanden sich in der Katastralgemeinde Dörfla insgesamt 70 Bauflächen mit 28.398 m² und 96 Gärten auf 115.512 m², 1989/1990 gab es 70 Bauflächen. 1999/2000 war die Zahl der Bauflächen auf 129 angewachsen und 2009/2010 bestanden 159 Gebäude auf 329 Bauflächen.

## Bodennutzung
Die Katastralgemeinde ist landwirtschaftlich geprägt. 84 Hektar wurden zum Jahreswechsel 1979/1980 landwirtschaftlich genutzt und 10 Hektar waren forstwirtschaftlich geführte Waldflächen. 1999/2000 wurde auf 88 Hektar Landwirtschaft betrieben und 10 Hektar waren als forstwirtschaftlich genutzte Flächen ausgewiesen. Ende 2018 waren 78 Hektar als landwirtschaftliche Flächen genutzt und Forstwirtschaft wurde auf 11 Hektar betrieben. Die durchschnittliche Bodenklimazahl von Dörfla beträgt 49,9 (Stand 2010).